# Sir John Soane's Museum
Het Sir John Soane's Museum is een museum met de nalatenschap en de kunstverzameling van de Britse architect en kunstverzamelaar John Soane (1753 - 1837). Het museum (het voormalige woonhuis van Soane) is gevestigd aan de Lincoln's Inn Fields 12, 13 en 14 in Londen. 

## Het gebouw

### Exterieur

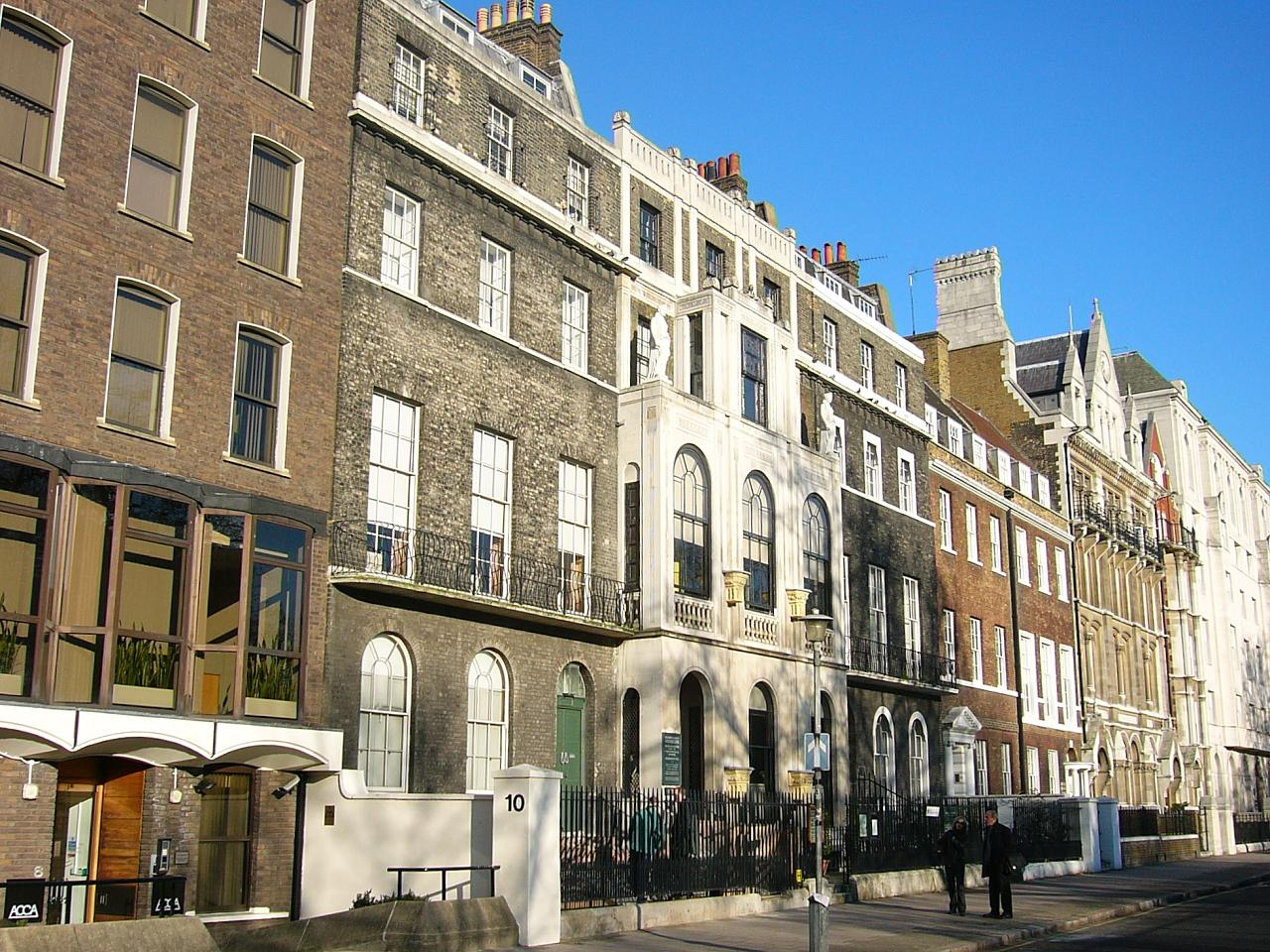
12, 13 en 14 Lincoln's Inn Fields

Soane's was een succesvol architect die in 1792 in staat was om een eigen gebouw te laten bouwen. Hij kocht daarom op 30 juni van dat jaar het pand aan Lincoln's Inn Fields nr 12 te Londen voor het bedrag van £ 2100. Na sloping van het pand, liet hij er een zelf ontworpen gezinswoning bouwen die op 18 januari 1794 gereed kwam.
In juni 1808 kocht Soane het pand op nummer 13 (rechts van 12) voor £4200. Aanvankelijk verhuurde hij deze woning, maar Soane besloot om het in 1812 te slopen en opnieuw op te bouwen en te betrekken bij het pand om nummer 12. Toen in oktober 1813 dit werk gereed was, richtte Soane in dit gedeelte zijn bibliotheek in.
Het andere aanpalende pand, aan 14 Lincoln's Inn Fields, kocht Soane in 1823. Ook deze liet hij naar eigen ontwerp renoveren en in dit pand richtte hij zijn Picture Room in. Om symmetrie te krijgen in de gezamenlijke drie gebouwen liet Soane in maart 1825 nummer 14 opnieuw renoveren zodat de voorgevel vrijwel identiek was aan die van nummer 12.

### Interieur
Het voormalige woonhuis van John Soane bevat een groot aantal architectonische experimenten, die Soane eerst thuis wilde 'uit proberen'. Aan de achterkant van het museum bevinden zich de beroemdste ruimtes, zoals de Dome Area, de Colonnade en de Museum Corridor. Ze zijn meestal van boven door het daglicht verlicht en geven een idee hoe John Soane de hallen in de Bank of England had laten verlichten. Een ander ingenieuze ruimte is de Picture Gallery, waarvan de wanden bestaan uit in- en uitklapbare panelen. Op deze manier kunnen in deze ruimte drie keer zoveel schilderijen tentoongesteld worden als in een normale ruimte.

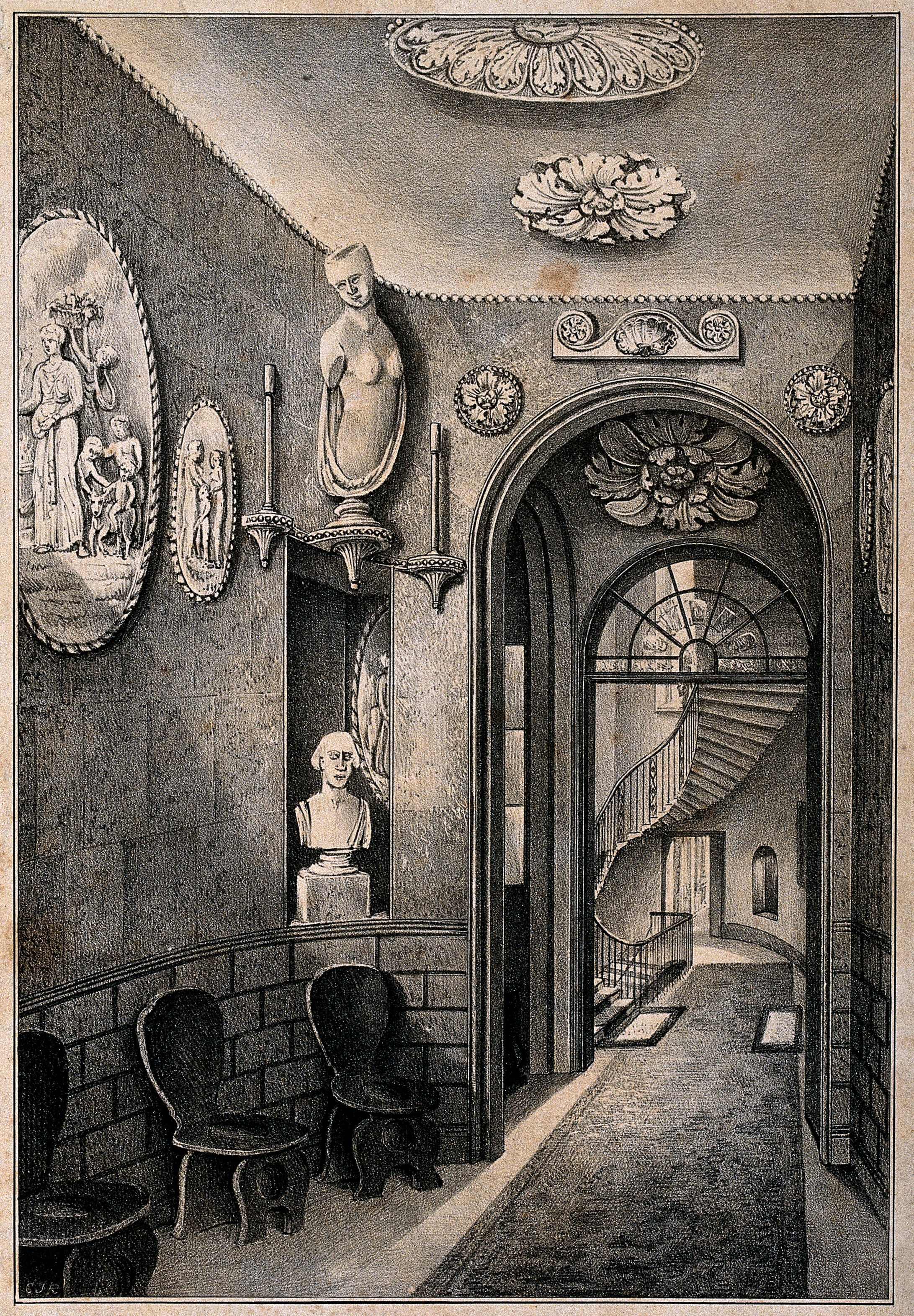
Centrale hal en trappenhuis
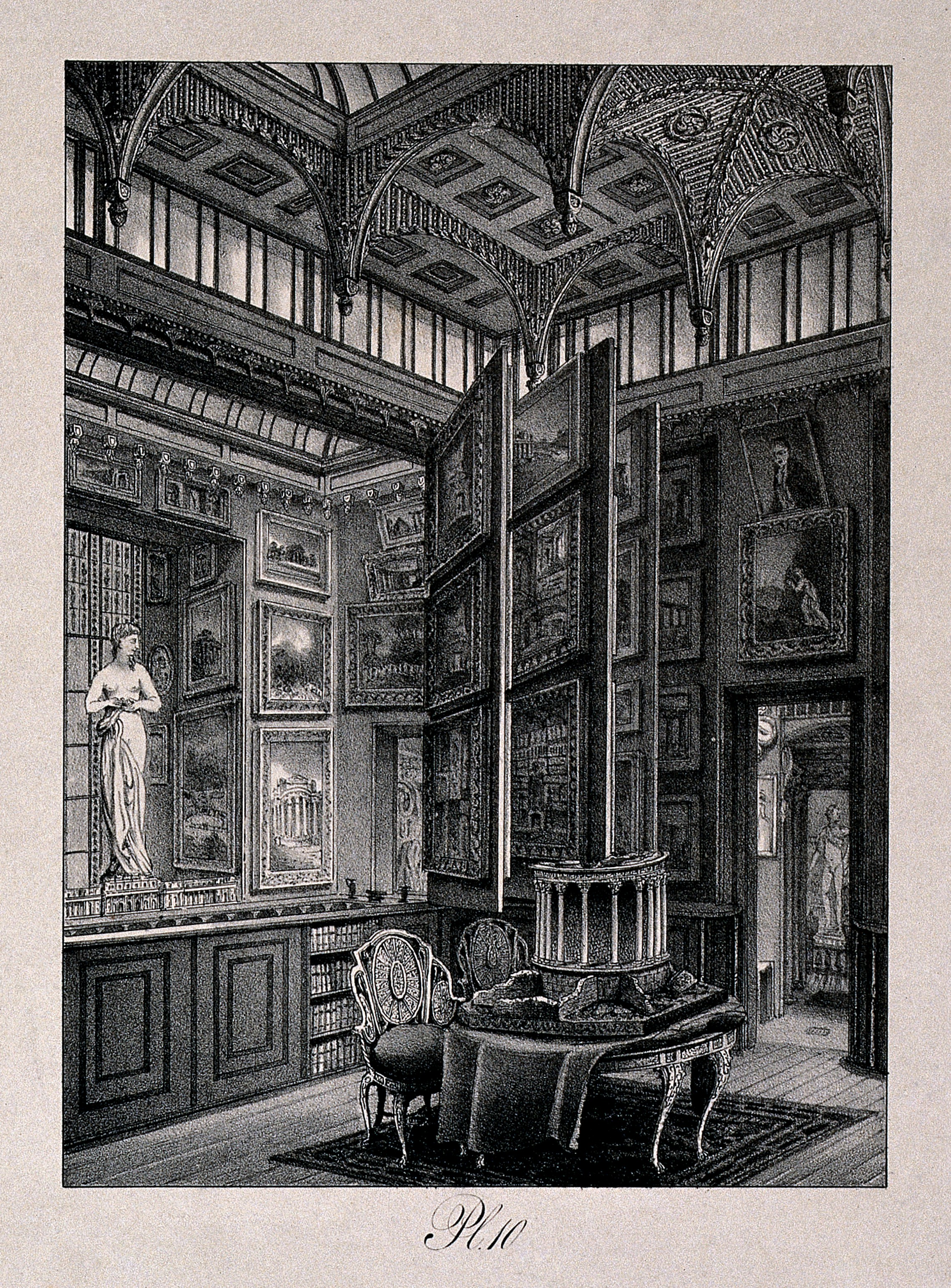
Picture Room
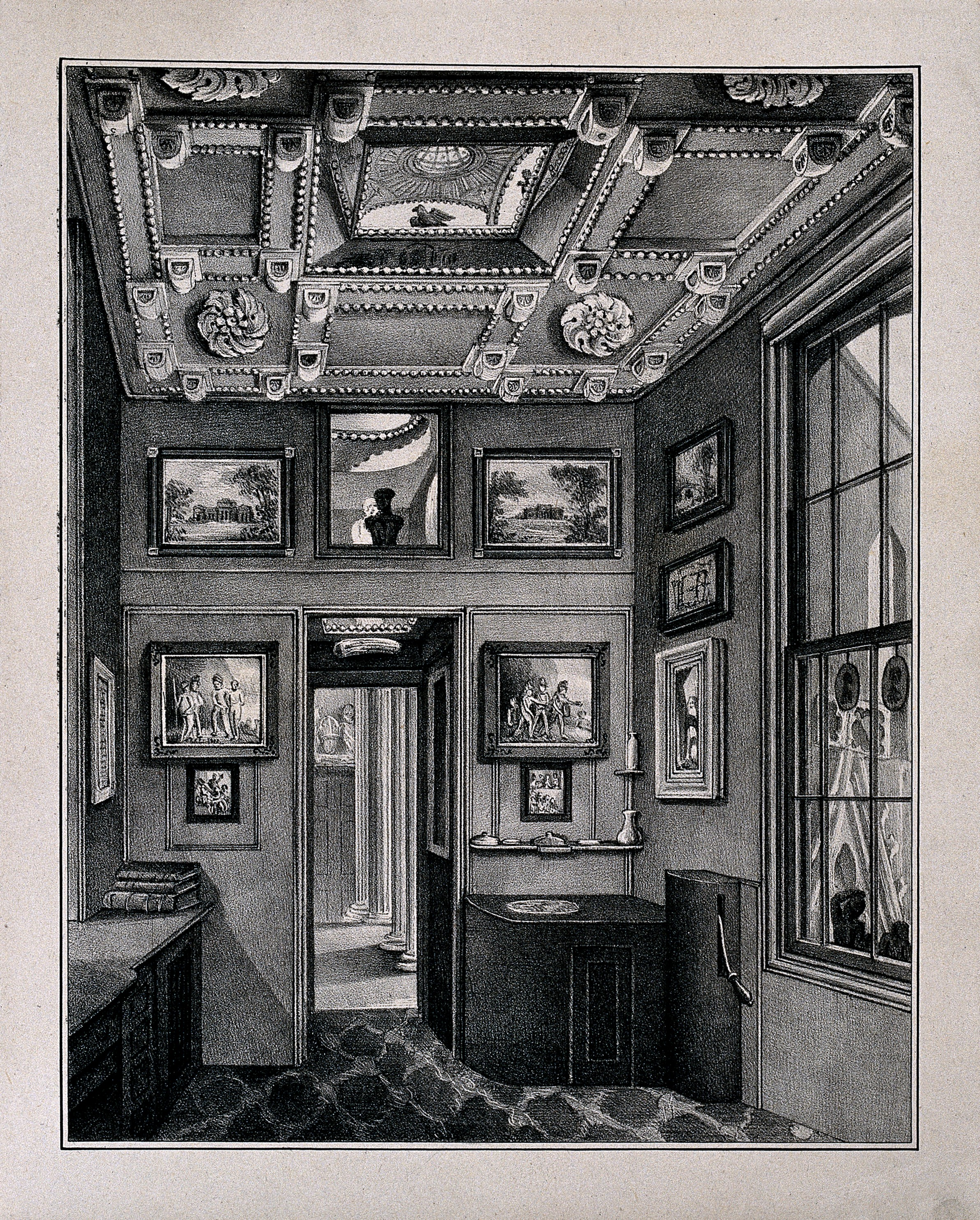
Dressing Room

In het pand aan nummer 13 bevinden zich aan de voorzijde de kamers waar de architect en zijn gezin het vaakst verbleven. Het koepelvormig plafond van de Breakfast Room is ingelegd met bolronde spiegels, een idee dat later door veel andere architecten is overgenomen. Door het aanbrengen van concave spiegels en fictieve doorkijkjes schiep de ontwerper een illusie van ruimtelijkheid binnen de grenzen van een rijwoning.
Het Etruskisch aandoende interieur van de Dining Room is uitgevoerd in een Pompejaans rode kleur. De twee binnenplaatsen, de Monument Court en de Monk's Yard, alsook een groot aantal woonruimtes zijn bovendien behangen met architectonische fragmenten.

## De collectie
Na Soane's dood in 1837 deed het totale gebouw dienst als museum voor de collectie van John Soane. Hij had een voorliefde voor kunststukken uit de klassieke oudheid, maar verzamelde ook schilderijen. De meeste schilderijen hangen in de Picture Room en de Breakfast Room. De overige kunststukken staan of hangen, door heel het museum. In totaal bevat het museum een geschat aantal van 45.000 objecten, waaronder 30.000 bouwkundige tekeningen.

### Antiquiteiten uit de klassieke oudheid
Een van de pronkstukken van Soane's collectie is de albasten sarcofaag van Seti I, een farao van de 19e dynastie van het oude Egypte en de zoon van Ramses I. Nadat deze sarcofaag in maart 1825 in de kelder van het pand op nummer 13 werd geplaatst, hield Soane een feest dat drie dagen duurde en waarbij 890 mensen waren uitgenodigd. De ruimte waar de sarcofaag stond werd door Soane toepasselijk de Sepulchral Chamber ('grafkamer') genoemd en werd tijdens het feest verlicht door ruim honderd lampen en kandelabers en ook de voorgevel was met lampen versierd. Op de gastenlijst stonden onder anderen premier Robert Jenkinson, Robert Peel, Prins August Frederik van Sussex, de baron Charles Long van Farnborough, de dichter Samuel Taylor Coleridge en de kunstschilders William Turner, Sir Thomas Lawrence en Benjamin Haydon. De Sepulchral Chamber wordt ook wel de Belzoni Chamber genoemd, naar Giovanni Battista Belzoni, de ontdekker van het graf van Seti I.

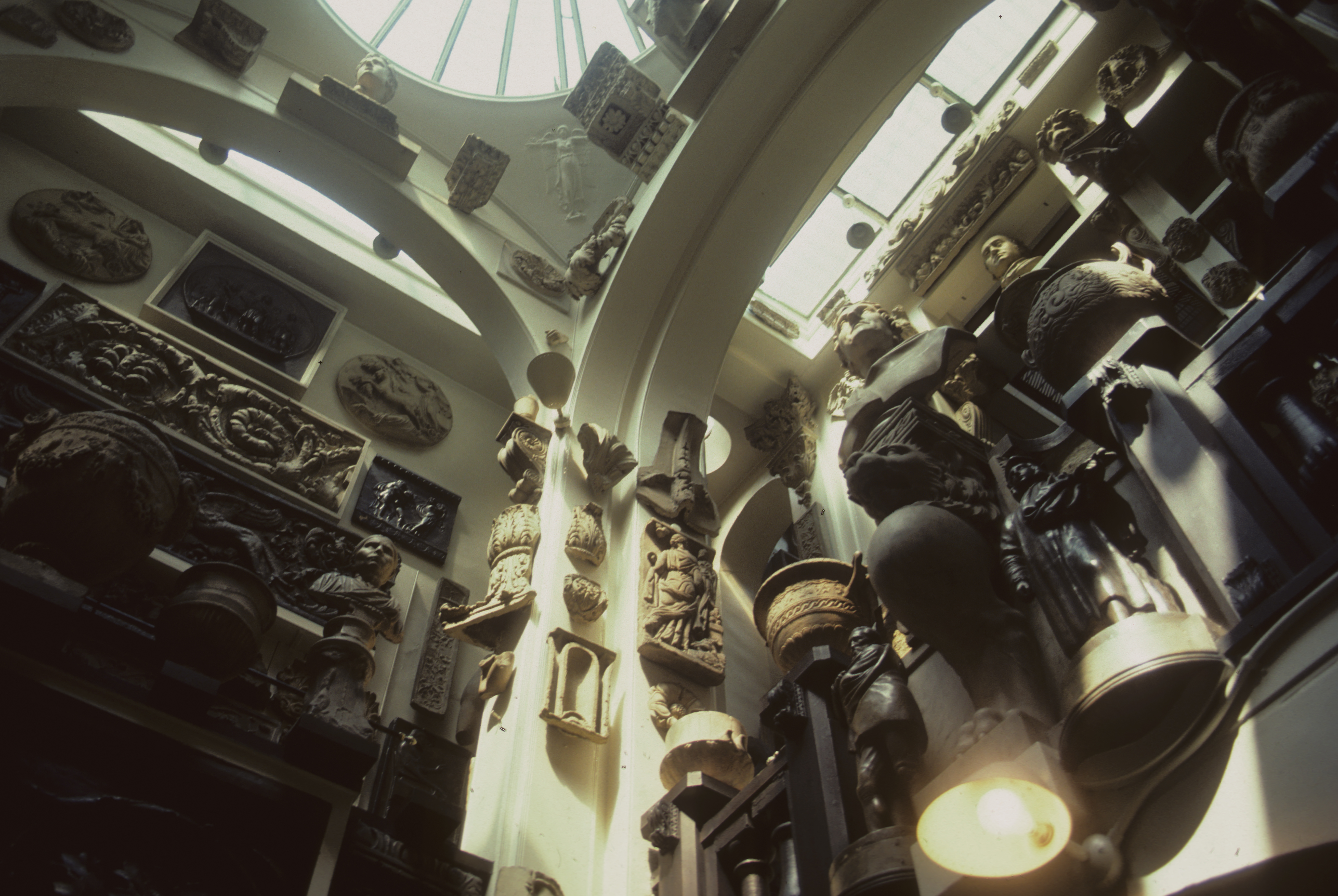
Kunstvoorwerpen uit de klassieke oudheid en architectonische verfraaiingen hangen door elkaar in het museum.

Een ander pronkstuk uit de collectie is een verkleinde kopie van de Diana van Artemis. In de bibliotheek zijn urnen, Oud-Griekse vazen, fragmenten van Romeinse mozaïeken en bronzen beelden uit het oude Griekenland en Rome te zien. Verder bevat de collectie Romeins glas, Griekse en Romeinse bustes en hoofden afkomstig van oude standbeelden. Toen Soane's leraar, de architect Henry Holland stierf, kocht Soane een groot deel van Holland's collectie oude marmeren fragmenten van architectonische decoraties op.

### Overige antiquiteiten
John Soane bezat ook voorwerpen uit de middeleeuwen, zoals architectonische fragmenten, tegels en gebrandschilderd glas. In het museum zijn vier Indische ivoren stoelen en een tafel te zien. Soane wist bovendien een collectie Chinees keramiek en Peruaans aardewerk te bemachtigen.

### Beeldhouwkunst
In het museum is een witmarmeren buste van John Soane te zien die hij had laten maken door Francis Leggatt Chantrey, een beroemde Britse beeldhouwer. Andere belangrijke beeldhouwwerken in het museum zijn een gipsmodel van Sir Richard Westmacott voor zijn Nymph unclapsing her Zone en een gipsmodel voor John Flaxman's standbeeld van William Pitt de Jongere.

### Schilderijen en tekeningen
John Soane liet een portret van zichzelf schilderen door Thomas Lawrence, dat tegenwoordig boven de haard in de Dining Room hangt. In het museum is ook een schets te zien van Soane's vrouw, gemaakt door John Flaxman, een vriend van Soane. Het overgrote deel van Soane's collectie schilderijen en tekeningen is te zien in de Picture Room op de begane grond van het gebouw. Hier zijn vier werken van Canaletto te zien, vijftien facsimile's van tekeningen van Giovanni Battista Piranesi en drie werken van Soane's vriend William Turner. Soane bezat een groot aantal schilderijen van William Hogarth: de acht doeken van de serie A Rake's Progress en de vier doeken van de serie Humours of an Election.

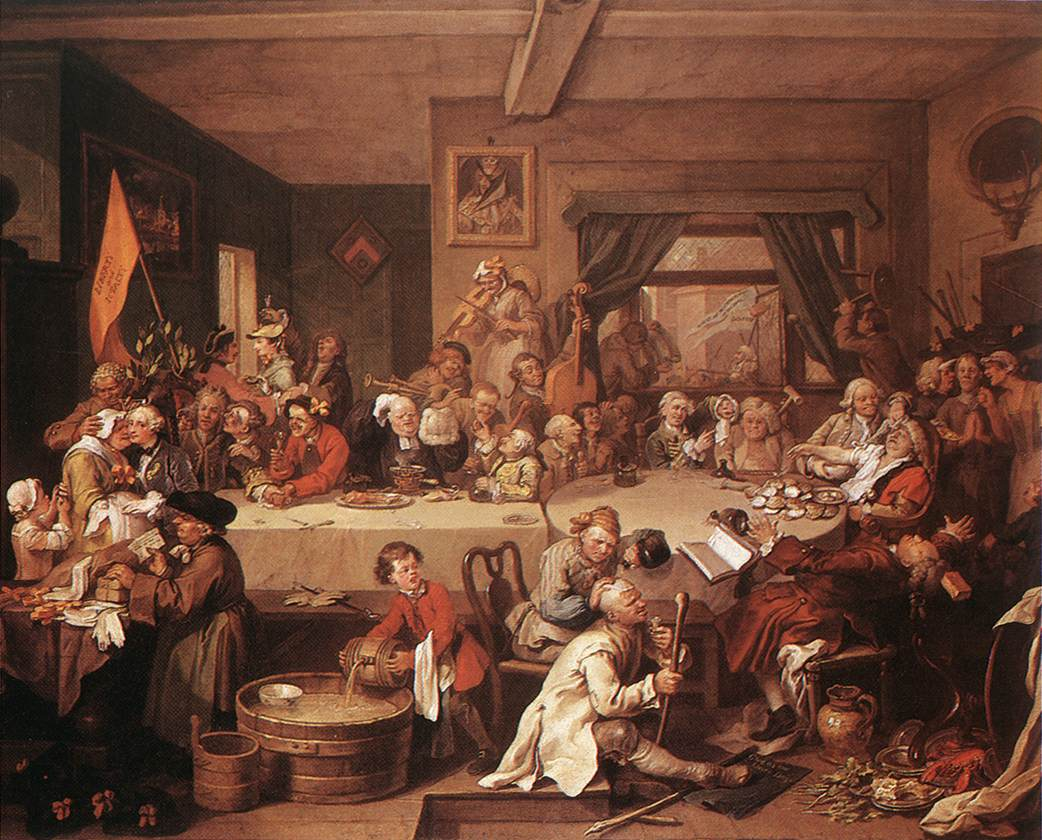
William Hogarth: An Election Entertainment, uit de serie Humours of an Election (ca. 1755)
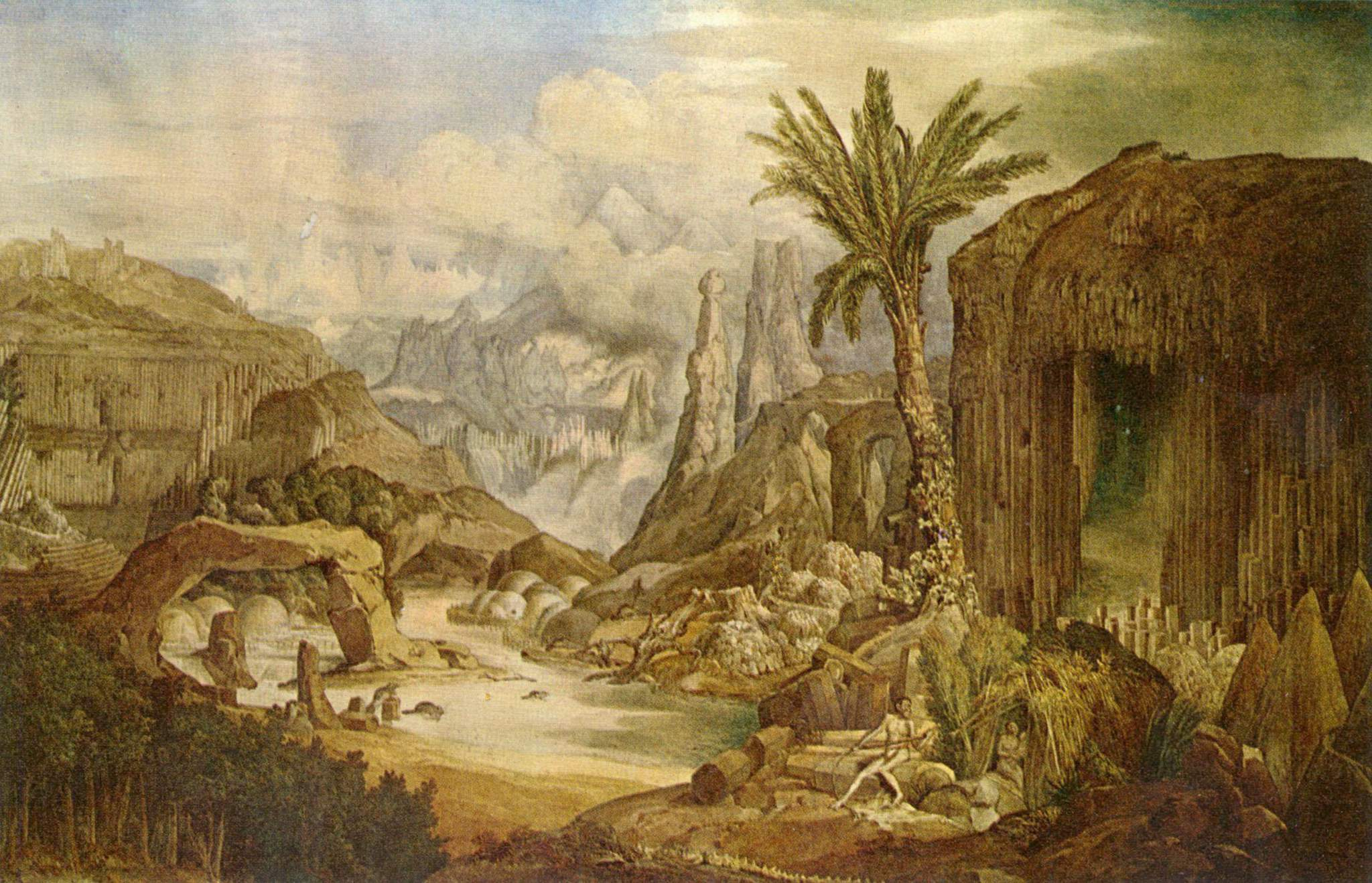
Joseph Gandy: The Origin of Architecture (1838)
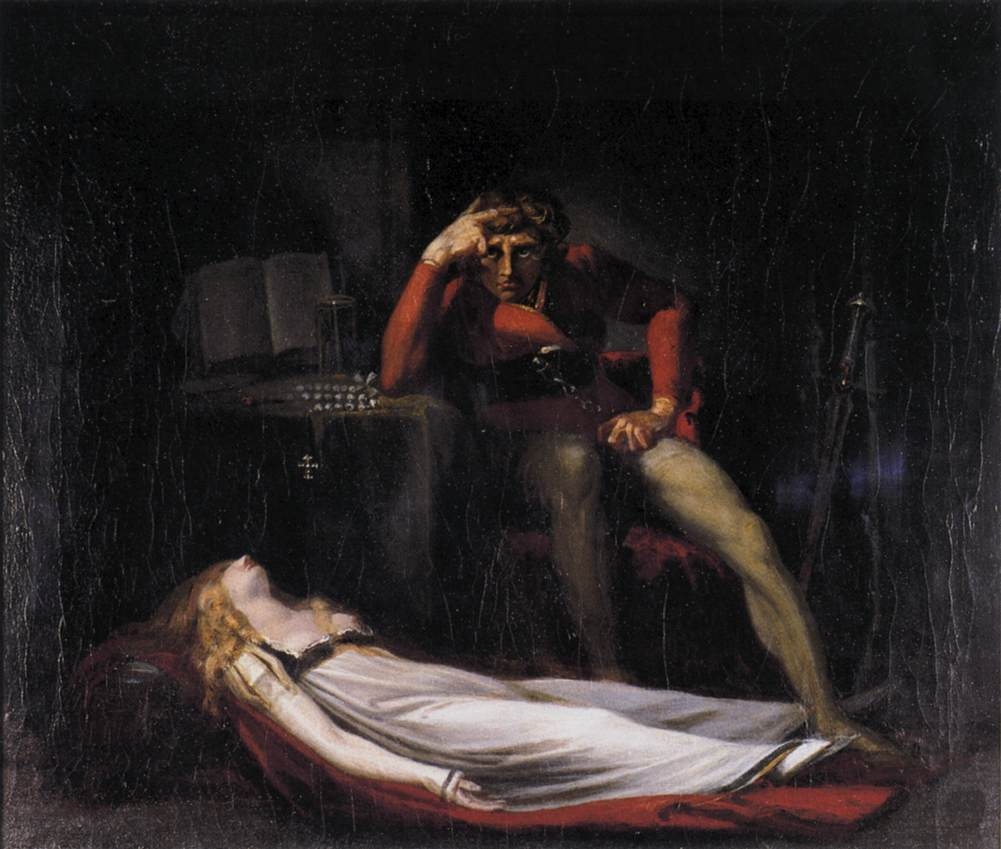
Johann Heinrich Füssli: Ezzelin and Meduna (1779)

### Bouwtekeningen en maquettes

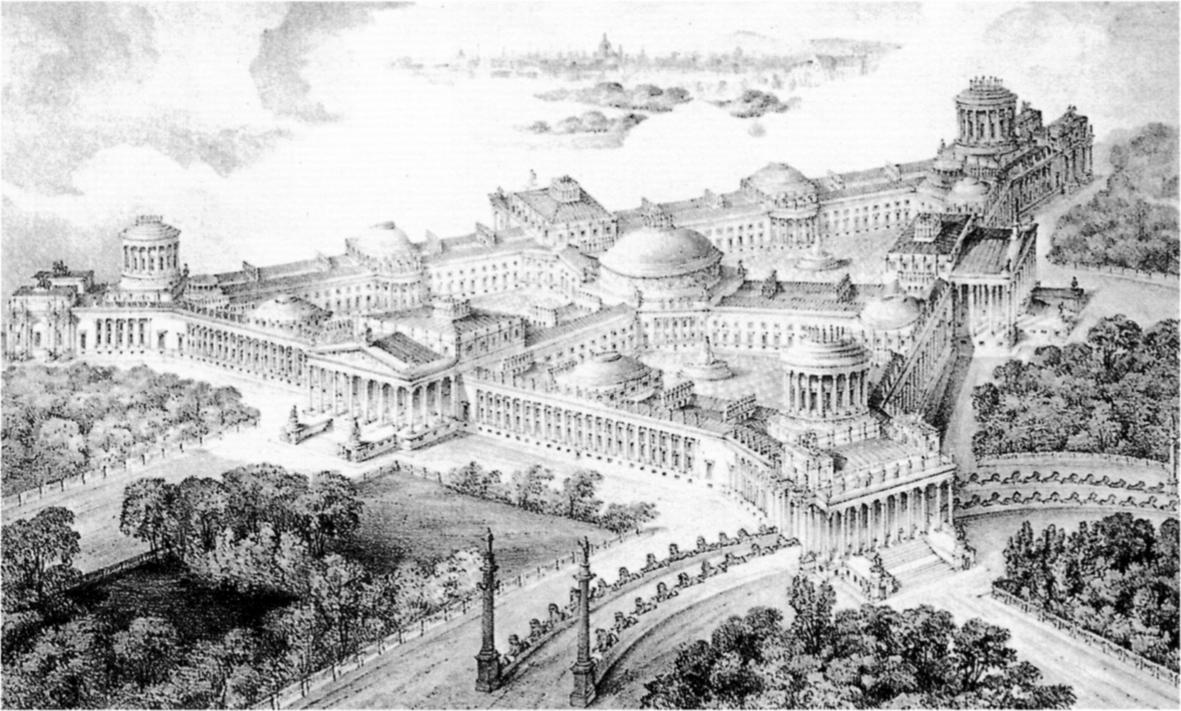
Een experimenteel ontwerp van John Soane voor een Koninklijk Paleis (1821)

John Soane heeft na zijn dood meer dan 30.000 bouwtekeningen en ontwerpen nagelaten, waarvan duizenden getekend zijn door hemzelf of door zijn leerlingen. Van de Bank of England zijn er 601 tekeningen en ruim 6.000 van overige bouwwerken. Voor zijn lessen aan de Royal Academy of Arts in Londen heeft Soane 1080 bouwtekeningen gemaakt. Het Victoria and Albert Museum in Londen beheert 423 andere tekeningen van John Soane. Een groot deel van de collectie bouwtekeningen zijn van andere beroemde architecten, zoals Christopher Wren, Robert Adam, James Adam, George Dance de Jongere, George Dance de Oudere en Matthew Brettingham.
Het museum bevat 252 maquettes, waarvan 118 exemplaren gebouwen voorstellen die door John Soane zijn ontworpen.

## De bibliotheek
John Soane had tijdens zijn leven een grote verzameling boeken vergaard over uiteenlopende onderwerpen. In zijn woning op 13 Lincoln's Inn Fields richtte John Soane zijn bibliotheek in, die bij zijn dood ruim 6.000 boeken bevatte. De collectie is erg divers en bevat naast literaire werken boeken die onderwerpen behandelen zoals architectuur, schilderkunst, beeldhouwkunst, geschiedenis, muziek, toneel en filosofie. Voor zover bekend is dit de enige intact gebleven professionele bibliotheek van een vroeg-19e-eeuwse architect.
Een groot deel van de boekencollectie bestaat uit boeken die onderwerpen over architectuur behandelen en die Soane veelvuldig gebruikte wanneer hij college gaf. In de bibliotheek is De architectura door Vitruvius in verschillende edities te vinden, onder andere Latijnse, Engelse, Franse en Italiaanse. Andere belangrijke architectonische boeken die John Soane heeft verzameld zijn Les Ruines des plus beaux monuments de la Grèce van Julien-David Le Roy, Geschichte der Kunst des Alterthums van Johann Joachim Winckelmann, Essai sur l'Architecture van Marc-Antoine Laugier, Cours d'architecture ou traité de la décoration, distribution et constructions des bâtiments contenant les leçons données en 1750, et les années suivantes van Jacques-François Blondel en zes werken van Quatremère de Quincy, waaronder Dictionnaire historique de l'Architecture. De werken van deze schrijvers behoren tot de voornaamste inspiratiebronnen van John Soane en zijn eigen publicaties.
John Soane had ook een groot aantal oude manuscripten met boekverluchtingen verworven, zoals een 13e-eeuwse Engelse Vulgaat, een 15e-eeuwse Vlaamse uitgave van de werken van Flavius Josephus, vier getijdenboeken uit de 15e en 16e eeuw en een Frans missaal uit 1482. Ook bijzonder zijn Soane's incunabels (boeken gedrukt met losse letters), zoals Commentario sopra la Comedia di Dante van Cristoforo Landino (1481), De Philosophico Consolatu van Boethius (1488) en William Shakespeare's Comedies, Histories and Tragedies (eerste druk, 1623).

## De nalatenschap
In 1833 verwierf John Soane een private Act of Parliament, oftewel een door het parlement goedgekeurde wet, om zijn huis en collectie na te laten aan het Britse koninkrijk en gratis open te stellen voor het publiek maar niet...in wet or dirty weather. Zijn zoon George probeerde evenwel met de hulp van de journalist William Cobbett dit wetsvoorstel te voorkomen omdat hij zo een gedeelte van zijn erfenis zou mislopen. Immers George en zijn vader verkeerden al lange tijd op slechte voet met elkaar. Georges pogingen liepen op niets uit en men voerde de Act of Parliament uit.